# Pieve di San Pietro in Sylvis
La pieve di San Pietro in Sylvis si trova vicino all'abitato di Bagnacavallo, in Provincia di Ravenna. È tra i più antichi esempi dell'architettura esarcale o protoromanica.

## Storia
Sita a un chilometro ad ovest di Bagnacavallo, la pieve si trovava sul cardine massimo della centuriazione faentina, in un luogo già frequentato in epoca romana per la presenza di acque salubri. Fu edificata probabilmente vicino ad un antico tempio romano dedicato a Giove.

Anticamente il territorio a nord di Faenza era suddiviso in otto pievati: San Pietro in Bussita, San Giovanni in Liba, San Pietro in Sylvis, Santo Stefano in Catena, Santo Stefano in Barbiano, Sant'Agata, Santa Maria in Centumlicinia e San Martino in Sablusi.

Il pievato di S. Pietro in Sylvis era il più esteso di tutti, avendo una superficie di 60 km2. Comprendeva Bagnacavallo e terminava:
- ad ovest, dove oggi sorge Lugo[3] e comprendeva San Potito;
- a nord, dove oggi sorge Fusignano;
- ad est, con il territorio di Piangipane e Godo;
- a sud, con Cotignola.

Tra Cotignola e Bagnacavallo si estendeva una vasta area boschiva, che probabilmente diede origine al nome della pieve: il primo toponimo con il quale fu conosciuta infatti fu plebe Sancti Petri quae vocatur Transilva, cioè al di là di una selva.
Nel periodo altomedievale la pieve di S. Pietro in Sylvis costituì un polo di attrazione per l'organizzazione del territorio, favorendo maggiori addensamenti demici. Sin dalla fondazione di Bagnacavallo e per i primi dieci secoli della sua storia, la porta principale del paese fu quella rivolta verso la pieve.
Il più antico documento scritto in cui viene citata è una lettera datata 881 firmata da papa Giovanni VIII. In essa il pontefice minacciava di scomunica un sacerdote della pieve, Costantino, ove avesse accettato la carica di vescovo di Faenza offertagli dall'arcivescovo di Ravenna senza l'approvazione della Sede Apostolica.

## Descrizione

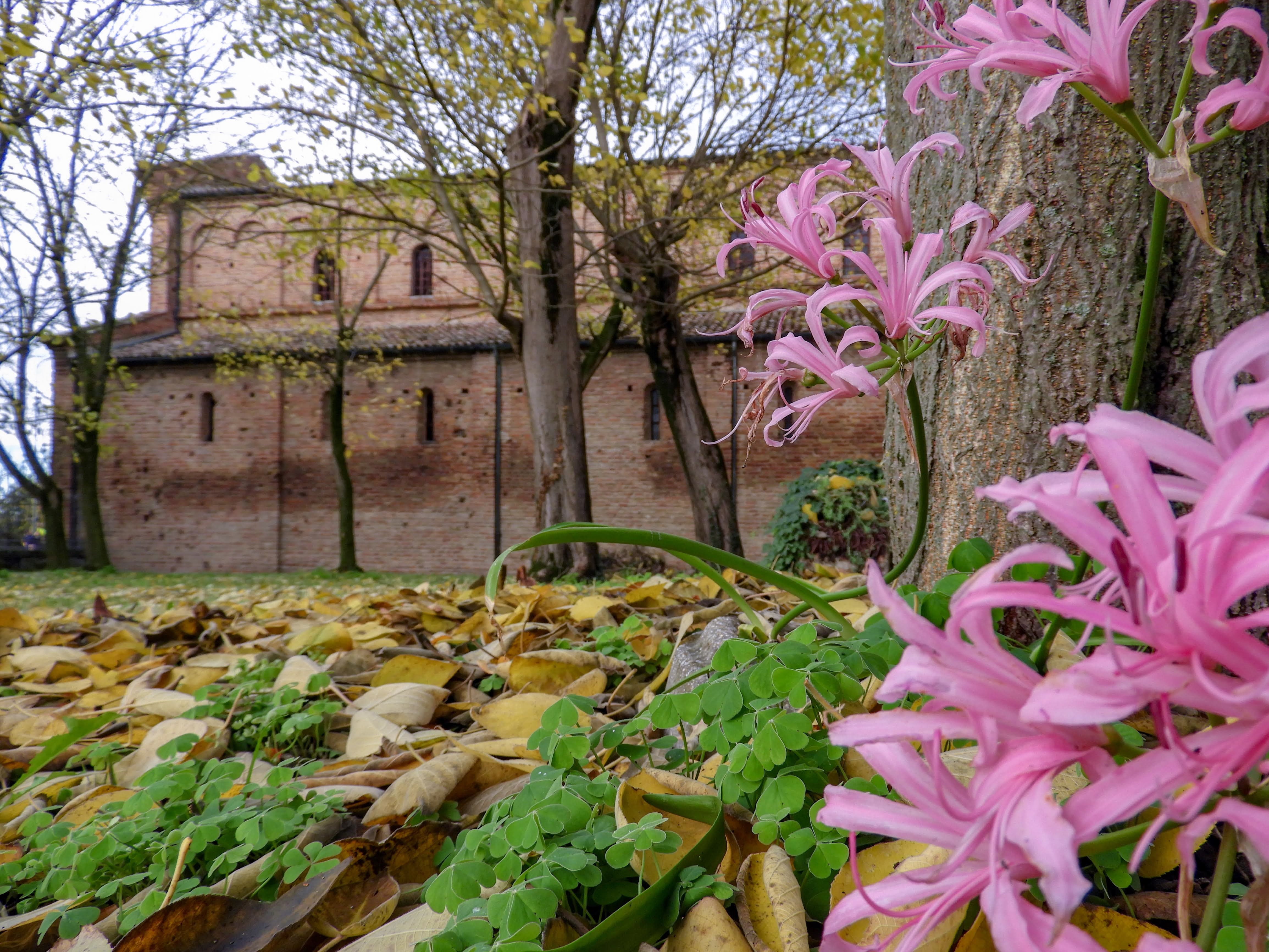
Il fianco sinistro visto dal giardino esterno.

L'edificio riprende lo stile delle grandi basiliche ravennati e quindi può datarsi agli inizi del VII secolo. 

Pur con lievi modifiche, l'aspetto esterno della pieve è rimasto immutato dall'epoca in cui fu costruita. La chiesa ha pianta rettangolare suddivisa in tre navate da semplici pilastri a “T” che sorreggono le arcate a tutto sesto.

La torre campanaria, pur se molto antica, è successiva all'edificazione della chiesa di circa tre secoli; anch'esso segue il modello ravennate.

### Interno

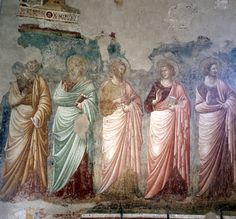
L'affresco absidale. In questi personaggi l’occhio più attento dovrebbe riconoscere un ritratto di Dante Alighieri.

L'interno è a navata unica; spicca l'esaltazione della massa muraria: i pilastri sono spogli, privi di capitello e di pulvino; le pareti piane e semplici. Si accede al presbiterio con due scale di mattoni; al centro vi è un pregevole altarolo a cippo, in marmo greco del VII secolo. 
L’abside conserva alcuni pregevoli affreschi che, insieme al quadro dell'altare maggiore, opera insigne di Bartolomeo Ramenghi, costituiscono un notevole corredo di decorazione pittorica, che spazia dall'arte bizantina a quella giottesca fino allo splendore rinascimentale.
Il ciclo di affreschi che ricopre la parete absidale, rappresentanti la Maestà del Cristo, gli Apostoli, la Crocifissione, è attribuito a Pietro da Rimini ed è stato eseguito nel terzo decennio del XIV secolo. 
La cripta, nella quale sono incorporati marmi tardoromani, può essere datata agli inizi del XII secolo. L'esterno inferiore è ritmato da lesene, mentre nel corpo superiore, con ritmo più fitto, si trovano archetti pensili che attorniano sette finestre ad ogni lato. Nell'altare sono inseriti marmi del VI secolo.